# Francis Nicholson

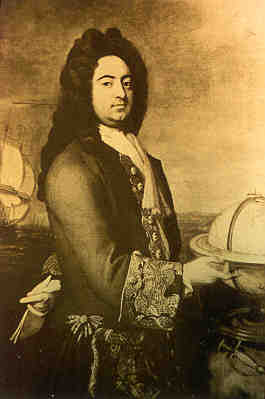
Francis Nicholson

Francis Nicholson (* 12. November 1655 in Downholme, Yorkshire; † 16. März 1727 in London) war ein englischer bzw. britischer Kolonialpolitiker und Offizier. Zwischen 1688 und 1725 war er – mit Unterbrechungen – Gouverneur verschiedener Kolonien in Nordamerika.

## Leben
Francis Nicholson war vermutlich ein Sohn des Thomas Nicholson, Gutsherr von Downholme in Yorkshire. Nach einer Grundschulausbildung, über die wir nur aus einem seiner späteren Briefe Kenntnis haben, wurde er Page bei Charles Paulet, Lord St. John, dem späteren 1. Duke of Bolton. 1678 trat er als Ensign des 4th (The Holland) Regiment in die Englische Armee ein. 1680 wechselte er als Lieutenant zum 2nd Tangier Regiment das bis 1684 als Garnison im damals englischen Tanger stationiert war und wurde dort zum Captain befördert. Anschließend kehrte er nach England zurück. Nach der Gründung des Dominion of New England im Jahr 1686 wurde er nach Boston versetzt, wo er Assistent des Gouverneurs des Dominions, Edmund Andros, wurde. Kaum zwei Jahre später stieg zu dessen Stellvertreter auf und galt als dessen möglicher Nachfolger. Das Dominion umfasste die heutigen US-Bundesstaaten Maine, New Hampshire, Vermont, Massachusetts, Rhode Island, Connecticut, New York und New Jersey und erwies sich als Verwaltungseinheit als zu groß.
Nach der Glorious Revolution und der Absetzung von König Jakob II. brach das Dominion auseinander und die frühere Kolonialstruktur wurde bald danach wiederhergestellt. Es gab Aufstände in Boston und anderen Teilen der Region. In Boston wurde der dem Volk verhasste Andros verhaftet und inhaftiert. In der Provinz New York gingen die Aufstände in die sogenannte Leisler-Rebellion über. Nicholson, der sich damals in New York aufhielt, floh nach England. Dort wurde er vom neuen König Wilhelm III. zum Vizegouverneur der Kolonie Virginia ernannt. Dabei war er Stellvertreter von Gouverneur Francis Howard, 6. Baron Howard of Effingham. Während dessen zeitweiliger Abwesenheit übte er das Amt des dortigen Gouverneurs aus. Bis 1692 blieb Nicholson als Vizegouverneur von Virginia im Amt. Er war auch an der Gründung des College of William & Mary beteiligt. Außerdem arbeitete er an der Verbesserung der Verteidigung durch eine besser aufgestellte Miliz. Überdies setzte er sich für den Bau weiterer Häfen ein. Im Jahr 1692 hoffte Francis Nicholson zum neuen Gouverneur von Virginia ernannt zu werden. Dabei stellte sich ihm der frühere Gouverneur von New York und des Dominions of New England, Edmund Andros, in den Weg, der in London diesen Posten für sich beanspruchte und dann auch erhielt. Daraus resultierte eine Feindschaft zwischen den beiden Männern.
Nicholson kehrte dann nach England zurück. Im Jahr 1694 wurde er zum neuen Gouverneur der Provinz Maryland ernannt. Dieses Amt bekleidete er bis 1699. Hier kam es erneut zu einem Konflikt mit Andros, der zwischenzeitlich Maryland mitverwaltet hatte und dort leere Kassen hinterließ. Nicholson verklagte Andros und dieser musste 1696 eine Summe von 300 Pfund an Maryland zurückzahlen. Als Gouverneur verlegte Nicholson die Hauptstadt der Provinz von St. Marys City in das heutige Annapolis. Hintergrund war der religiöse Gegensatz zwischen Protestanten und Katholiken. Die alte Hauptstadt war dem neuen Gouverneur zu katholisch geprägt. Er setzte sich in Maryland für eine Verbesserung des Schulwesens ein. Zwischenzeitlich gab es auch einen Disput mit William Penn und der Provinz Pennsylvania um die Frage von Piraterie. Nicholson blieb bis 1699 Gouverneur von Maryland. Sein Nachfolger wurde Nathaniel Blakiston.
Der Streit mit Andros ging indes weiter. Nicholson fand mächtige Verbündete und im Jahr 1698 wurde Andros zum Rücktritt als Gouverneur von Virginia gezwungen. Gleichzeitig wurde Nicholson zu dessen Nachfolger bestellt. Dieses Amt übte er bis 1705 aus. Aus Verärgerung weigerte sich Andros, die Staatsakten an diesen auszuhändigen. Politisch hatte er in Virginia einen schweren Stand, weil er vom Kolonialrat abhing, der aus Mitgliedern einflussreicher Familien bestand. Während seiner Zeit als Gouverneur von Virginia brach der sogenannte Queen Anne’s War aus. In diesem Zusammenhang schlug Nicholson die Gründung eines britischen Vizekönigreiches in Nordamerika vor, das alle Kolonien vereinen sollte, eine stehende Armee hätte und Steuern erheben sollte. Das war aber nicht durchsetzbar. Nach dem Thronwechsel in England und dem Amtsantritt von Königin Anne verlor Nicholson in London immer mehr an Einfluss, was 1705 zu seiner Abberufung führte.
Daraufhin kehrte er nach London zurück. Von 1708 bis 1709 leitete er im Rang eines Colonel der Britischen Armee einen erfolglose Feldzug gegen die Franzosen, die in die französischen Gebiete Kanadas vordringen sollte. Ein Jahr später zum Brigadier-General befördert, eroberte er Port Royal in Nova Scotia, womit die britische Herrschaft in dieser kanadischen Provinz begann. 1711 wurde er in den lokalen Rang eines Lieutenant-General befördert und zu einem weiteren Feldzug beauftragt, der jedoch wegen ausgebliebener Truppenverstärkungen auf Grund eines Schiffbruchs aufgegeben wurde. Zwischen 1712 und 1715 war Nicholson Gouverneur dieser Provinz Nova Scotia. Diese Zeit war von seinem Streit mit seinem Vorgänger und späteren Nachfolger Samuel Vetch überschattet. Mit dem erneuten Machtwechsel in England und der Thronbesteigung von Georg I. wurde Nicholson aus Novia Scotia abberufen.
Sein letztes Amt als Kolonialgouverneur bekleidete Francis Nicholson zwischen 1721 und 1725 in South Carolina. Dort musste er zunächst die Folgen vorhergegangener Unruhen überwinden. Er setzte lokale Verwaltungen ein und förderte auch hier das Bildungswesen. Darüber hinaus sorgte er für eine bessere Justizverwaltung in seiner Kolonie. Außerdem wurde das Amt des Beauftragten für Indianerangelegenheiten geschaffen. Am Ende seiner Zeit in South Carolina machte er wegen seiner Finanz- und Währungspolitik mächtige Geschäftsleute zu seinen Gegnern. Es wurden auch falsche Anschuldigungen gegen ihn erhoben. Im Jahr 1725 kehrte er daher nach England zurück, wo er in den vollen Rang eines Lieutenant-General befördert wurde.
Francis Nicholson blieb unverheiratet und starb am 16. März 1727. Er galt als sehr temperamentvoll und leidenschaftlich. Zeitweise reagierte er auch unbeherrscht.